# José Aparecido Gonçalves de Almeida
José Aparecido Gonçalves de Almeida (Ourinhos, 21 de julho de 1960) é um prelado brasileiro da Igreja Católica, atual bispo de Itumbiara.

## Biografia
Foi ordenado presbítero da arquidiocese de São Paulo em 21 de dezembro de 1986, da qual, em 1989 se desmembrou a Diocese de Santo Amaro, na qual ficou incardinado. Foi administrador paroquial da Paróquia Santa Cruz, em Parelheiros, e pároco da Paróquia Nossa Senhora do Perpétuo Socorro. Em 1990 transferiu-se para Roma para completar os estudos em Direito Canônico. Obteve o doutorado em Direito Canônico na Pontifícia Universidade da Santa Cruz. Em 1994 tornou-se oficial de secretaria e mais tarde Sub-Secretário do Pontifício Conselho para os Textos Legislativos.
Aos 8 de maio de 2013 foi nomeado pelo Papa Francisco como bispo auxiliar da arquidiocese de Brasília. Recebeu a ordenação episcopal no dia 13 de julho de 2013, tendo como sagrante principal Dom Sérgio da Rocha, arcebispo de Brasília, coadjuvado por Dom Fernando Antônio Figueiredo, O.F.M., bispo de Santo Amaro e por Dom Juan Ignacio Arrieta Ochoa de Chinchetru, secretário do Pontifício Conselho para os Textos Legislativos.
Em 13 de julho de 2023 foi nomeado bispo da Diocese de Itumbiara, tomando posse em 9 de setembro do mesmo ano.